# Критская иглистая мышь
Критская иглистая мышь (лат. Acomys minous) — вид грызунов семейства мышиных. Являются эндемиками Крита.

## Анатомия
Критская иглистая мышь, как и другие представители рода Acomys, значительно крупнее и более тяжёлые, нежели домашняя мышь. Как и другие представители иглистых мышей, имеют крупные уши и глаза чешуйчатый хвост и торчащую, иглоподобную шерсть на спине. Длина туловища составляет от 90 до 130 мм, длина хвоста — от 90 до 120 мм, длина задних лап — 18—20 мм, величина ушей — 16—20 мм. Вес животных — от 30 до 86 г. Шерсть на верхней части туловища — серого цвета, на боках — серо-рыжего, на животе — белого цвета.

## Ареал
Критская иглистая мышь является эндемиком острова Крит. Животные обитают в засушливых, скалистых горных районах со степной растительностью, распространены на высотах от уровня моря и приблизительно до 1000 метров. В зимнее время года животные часто расселяются также в жилых и хозяйственных постройках. В связи с тем, что на Крите не были обнаружены ископаемые остатки иглистой мыши, следует предположить, что её предки были завезены людьми на остров в относительно недалёком прошлом.

## Особенности поведения
Критская мышь активна в сумерки и ночное время суток. Отлично карабкается по скалам, во время бега забрасывает хвост на спину. Живут небольшими группами, в которых самка является вожаком. Всеядны, однако основой их питания является растительная пища, преимущественно зерновая (семена).